# Bis in die Seele ist mir kalt
Bis in die Seele ist mir kalt ist ein österreichischer Fernsehfilm aus der Landkrimi-Filmreihe aus dem Jahr 2024 von Regisseur Daniel Prochaska nach einem Drehbuch von Pia Hierzegger, die auch eine Hauptrolle im Film übernommen hat, mit Jutta Fastian, Clemens Berndorff, Alicia von Rittberg und Fritz Karl. Es handelt sich nach Wenn du wüsstest, wie schön es hier ist (2015), Waidmannsdank (2020) und Immerstill (2023) um den vierten Landkrimi aus Kärnten und um die Fortsetzung von Waidmannsdank.

## Handlung
Um den Ossiacher See kommt es im Winter zu einer Häufung von Todesfällen. Eine nicht identifizierte weibliche Leiche wird ans Ufer der Minigolfanlage geschwemmt, die Diabetikerin Diringer stirbt an Überzuckerung auf einer Parkbank, mit Frau Strohmeyer wird eine weitere Person tot in ihrem Haus gefunden. Bei den Verstorbenen handelte es sich jeweils um ältere, alleinstehende Personen, deren Tod möglicherweise altersbedingt war. Allerdings haben die Polizistin Martina Schober und ihr Vorgesetzter Christian Rauchenberger den Verdacht, dass etwas nicht stimmt. Bei zumindest zwei Fällen ist die Todesursache nicht klar.
Daher ziehen sie Chefinspektorin Acham vom Landeskriminalamt Klagenfurt zu den Ermittlungen hinzu. Laut Obduktion wurden bei Diringer fremde Fingerabdrücke gefunden, vermutlich wurde bei ihr nach dem Tod ein Ring vom Finger gezogen. Außerdem wird bei Diringer und Strohmeyer eine weitere, übereinstimmende DNA entdeckt. Strohmeyer hatte starke Abführmittel genommen. Der Arzt Dr. Jassim aus Irak hatte die Praxis von seinem Vorgänger vor zwei Monaten übernommen, die handschriftlichen Aufzeichnungen sind nur schwer lesbar. Die Konten von Diringer und Strohmeyer wurden im Laufe der letzten Monate geleert.
Ute Patterer versorgt ältere Personen mit Lebensmitteln aus ihrem Bioladen und bietet diesen ihre Hilfe an. Utes Freund Gregor ist seit einem Jahr querschnittgelähmt, nachdem er bei Frau Diringer von der Leiter gefallen war. Zu den Verdächtigen zählen auch der Immobilienmakler Leo Fuhrmann, der an den Häusern der Verstorbenen interessiert ist, sowie der arbeitslose Mario, der wegen Trunkenheit am Steuer seinen Führerschein verloren hat. Fuhrmann wird in der Nacht von einer maskierten Person niedergeschlagen, auf seinem Haus findet sich die Drohung Furmann (sic!), du bist der Nächste. Als Täter wird anhand einer Schriftprobe Mario identifiziert und daraufhin festgenommen. Ein altes Ehepaar überließ Fuhrmann deren Haus auf Leibrente. Das Ehepaar verstarb kurz danach nach einem Brand im Haus an einer Kohlenmonoxidvergiftung. Ob es ein Unfall war, wurde nie geklärt. Fuhrmann hat auf dem Grundstück danach neu gebaut.
Mario nahm den Ring von Frau Diringer an sich, nachdem er von Bootsverleiherin Jenny informiert worden war, dass die Rettung nicht komme [diese benötigte für ihre Anfahrt unbotmäßig lange]. Mario war der Meinung, dass Frau Diringer ihm noch etwas schulde, da er zuvor für sie ihr Auto verkauft hatte. Andreas Spielberger findet heraus, dass sein Konto ebenfalls geleert wurde und beschuldigt Ute Patterer, die hohe Bankschulden hat. Spielberger ruft Chefinspektorin Acham an, um den Verdacht zu melden und wird bald darauf von der Polizei tot aufgefunden. Weil Mario zur Tatzeit in Haft war, kann er nicht der Täter gewesen sein. Acham findet heraus, dass Ute bei Spielberger war und wird daraufhin von Ute niedergeschlagen und gefesselt.
Leo Fuhrmann entdeckt Acham bei einer Fototour in einem Nebengebäude von Frau Gritznig und wird ebenfalls von Ute niedergeschlagen und gefesselt. Gritznig ruft die Polizei wegen Geräuschen, allerdings schenkt ihr dort zunächst niemand Glauben. Fuhrmann erzählt Acham, dass er mit Martina liiert war, bis sie ihn überraschend verlassen hat. Nachdem Gritznig auf den Postboten schießt, wird sie einvernommen und die Polizistin Schober geht deren Hinweis auf die Geräusche doch nach. Sie findet schließlich Patterer, Fuhrmann und Acham, Ute wird von der Polizistin festgenommen.

## Produktion und Hintergrund
Die Dreharbeiten fanden vom 14. Februar bis zum 14. März 2023 statt, gedreht wurde in Kärnten. Drehorte waren unter anderem Ossiach, Bodensdorf, Feldkirchen und Landskron.
Produziert wurde der Film von der Mona Film und der Tivoli Film der Produzenten Thomas Hroch und Gerald Podgornig, beteiligt waren der Österreichische Rundfunk und das ZDF, unterstützt wurde die Produktion vom Fernsehfonds Austria, FISA+, der Carinthia Filmcommission und dem Land Kärnten.
Die Kamera führte André Mayerhofer, die Musik schrieb Herwig Zamernik, die Montage verantwortete Alarich Lenz und das Casting Nicole Schmied. Das Kostümbild gestaltete Elisabeth Fritsche, das Szenenbild Alexandra Pilhatsch, den Ton Thomas Szabolcs und das Maskenbild Regina Breitfellner und Jasmin Wörister.

## Veröffentlichung
Premiere des Films war am 20. März 2024 beim Deutschen Fernsehkrimi-Festival. Österreich-Premiere war am 9. April 2024 auf der Diagonale in Graz. Die Kärnten-Premiere war am 31. Juli 2024 im Klagenfurter Burghof. Eine weitere Aufführung fand am 5. Jänner 2025 im Villacher Stadtkino statt.
Im ORF wurde der Film am 7. Jänner 2025 erstmals ausgestrahlt.

## Rezeption

### Kritiken
Julia Schafferhofer bezeichnete den Film in der Kleinen Zeitung als „großes, intensives Provinzdrama“, dessen Figuren-Kabinett in höchstem Maße interessant, goschert und vielschichtig sei. Dazwischen wabere die aufregende Musik von Herwig Zamernik durch die einsamen und seelenlosen Landschaften. Darüber hinaus biete der Film viel Gegenwartsanalyse über Vereinsamung, Abdriften aus sozialen Nöten und Frauensolidarität an.
Barbara Schuster meinte auf the-spot-mediafilm.com, dass Hierzegger hier präzise Dialoge schaffe. Wie sie sich selbst als Chefinspektorin Acham hin und wieder mit unterschwelligem, sehr trockenem Humor bei ihren Befragungen der vielschichtig gezeichneten Figuren der einheimischen Kauze vorantaste, sei ein wahrer Genuss zuzusehen. Manchmal wirkten die Landschaftsaufnahmen wie aus einem Caspar-David-Friedrich-Gemälde, untermalt mit einem an einen Western, manchmal an Norwegian Wood erinnernden Score.
Oliver Mark befand auf DerStandard.at, dass die eindringliche Musik dem Film die perfekte Note verleihe und eine streckenweise recht maue Handlung kaschiere und urteilte: „düster und sehenswert“.

### Quote
Die Erstausstrahlung auf ORF 1 im Jänner 2025 verfolgten bis zu 847.000 Zuschauer, im Durchschnitt waren 828.000 Personen bei einem Marktanteil von 31 Prozent mit dabei.

## Auszeichnungen und Nominierungen
Deutscher Fernsehkrimipreis 2024
- Auszeichnung mit dem Hauptpreis[16][17]
- Auszeichnung mit dem Sonderpreis Beste Darstellerin (Linde Prelog)[16][17]